# Literatura irlandesa

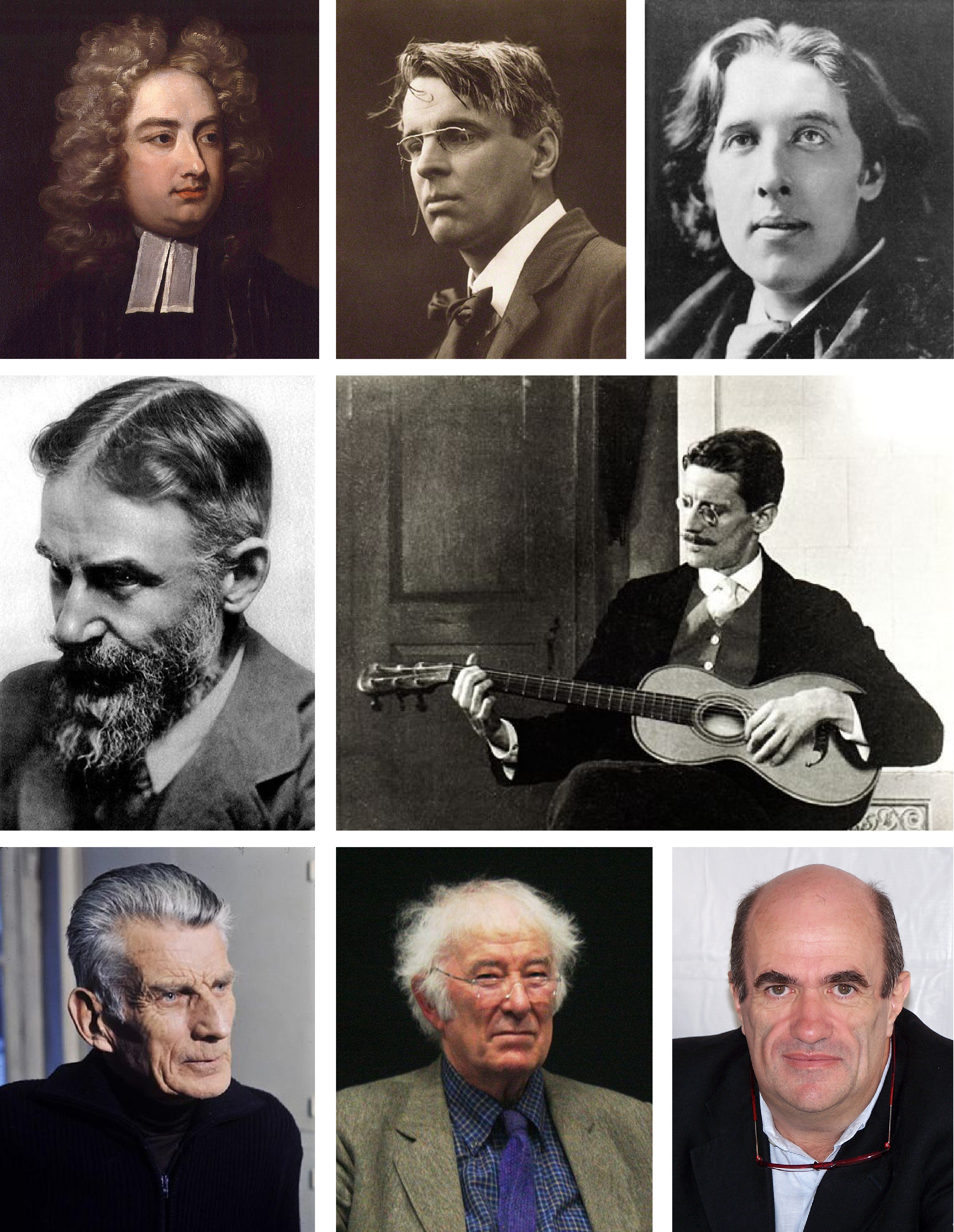
Alguns escriptors notables irlandesos. Jonathan Swift; W.B. Yeats; Oscar Wilde; G.B. Shaw; James Joyce; Samuel Beckett; Seamus Heaney; Colm Tóibín.

El terme literatura irlandesa fa referència a la literatura desenvolupada a l'Illa d'Irlanda, que avui és dividida políticament entre la República d'Irlanda i Irlanda del Nord, i comprèn textos escrits en irlandès, llatí, anglès i escocès (de l'Ulster).
Sota aquest epígraf es poden distingir tres tradicions diferents:
- Literatura irlandesa antiga, desenvolupada en gaèlic irlandès, entre els segles VIII i XV.
- Literatura irlandesa moderna, desenvolupada en gaèlic irlandès, des del segle xvi fins a l'actualitat.
- Literatura angloirlandesa, desenvolupada en anglès però de temàtica profundament irlandesa.

La irlandesa és una de les literatures vernacles més antigues d'Europa occidental, atès que s'han trobat pedres amb escriptura ogàmica que daten del segle IV i que utilitzen l'irlandès antic i el llatí, cosa que indica l'ús simultani d'ambdues llengües en aquest període de l'antiguitat tardana.
La llengua anglesa es va introduir a Irlanda al segle xiii, després de la invasió normanda d'Irlanda. La llengua irlandesa, però, va continuar sent la dominant de la literatura irlandesa fins al segle xix, malgrat un lent declivi que començà al segle XVII amb l'expansió del poder anglès. La darrera part del segle xix va veure una ràpida substitució de l'irlandès per l'anglès a la major part del país, en gran part a causa de la Gran fam i la posterior delmada de la població irlandesa per l'escassesa de menjar i l'emigració. Una altra teoria entre els estudiosos moderns és que, lluny de ser un esdeveniment catastròfic sobtat, el canvi lingüístic ja estava en marxa molt abans.
A finals de segle, però, el nacionalisme cultural va mostrar una nova energia, marcada pel Renaixement gaèlic (que fomentà una literatura moderna en irlandès) i, més en general, pel Renaixement literari irlandès.
La tradició literària angloirlandesa va trobar els seus primers grans exponents en Richard Head i Jonathan Swift, seguits per Laurence Sterne, Oliver Goldsmith i Richard Brinsley Sheridan. Els descendents dels colons escocesos a l'Ulster mantingueren l'escriptura en scots, amb una tradició especialment forta de poesia rimada.
A finals del segle xix i al llarg del segle xx, la literatura irlandesa en anglès es va beneficiar del treball d'autors com ara Oscar Wilde, Bram Stoker, Sheridan Le Fanu, James Joyce, W. B. Yeats, Samuel Beckett, Elisabeth Bowen, C. S. Lewis, Kate O'Brien i George Bernard Shaw, no tots els quals es van quedar a Irlanda.
Tot i que l'anglès va ser la llengua literària irlandesa dominant al segle xx, també es van produir obres d'alta qualitat en irlandès. Un escriptor modernista pioner en irlandès va ser Pádraic Ó Conaire, i la vida tradicional va rebre una expressió vigorosa en una sèrie d'autobiografies de parlants nadius d'irlandès de la costa oest, exemplificada per l'obra de Tomás Ó Criomhthain i Peig Sayers. Máiréad Ní Ghráda va escriure nombroses obres de teatre d'èxit sovint influenciades per Bertolt Brecht, així com la primera traducció de Peter Pan, Tír na Deo i Manannán, el primer llibre de ciència-ficció en llengua irlandesa. El destacat prosista modernista en irlandès va ser Máirtín Ó Cadhain, i entre els poetes destacats hi havia Caitlín Maude, Máirtín O'Díreáin, Seán Ó Ríordáin i Máire Mhac an tSaoi. Entre els escriptors bilingües destacats hi havia Brendan Behan (que va escriure poesia i una obra de teatre en irlandès) i Flann O'Brien. Dues novel·les d'O'Brien, At Swim Two Birds i The Third Policeman, es consideren els primers exemples de ficció postmoderna, però també va escriure una novel·la satírica en irlandès anomenada An Béal Bocht (traduït a l'anglès com The Poor Mouth). Liam O'Flaherty, que va guanyar fama com a escriptor en anglès, també va publicar un llibre de contes en irlandès (Dúil). La literatura en llengua irlandesa ha mantingut la seva vitalitat al segle XXI.
S'ha prestat més atenció als escriptors irlandesos que escrigueren en anglès i que van estar al capdavant del moviment modernista, en particular James Joyce, la novel·la del qual Ulisses és considerada una de les obres més influents del segle xx. El dramaturg Samuel Beckett, a més d'una gran quantitat de ficció en prosa, va escriure diverses obres de teatre importants, com ara Tot esperant Godot. Diversos escriptors irlandesos han destacat en l'escriptura de contes, en particular Edna O'Brien, Frank O'Connor, Lord Dunsany i William Trevor. Altres escriptors irlandesos notables del segle XX inclouen els poetes Eavan Boland i Patrick Kavanagh, els dramaturgs Tom Murphy i Brian Friel i els novel·listes Edna O'Brien i John McGahern. A finals del segle xx, els poetes irlandesos, especialment els d'Irlanda del Nord, van assolir protagonisme com ara Derek Mahon, Medbh McGuckian, John Montague, Seamus Heaney i Paul Muldoon.
Entre els coneguts escriptors irlandesos en anglès del segle XXI hi ha Edna O'Brien, Colum McCann, Anne Enright, Roddy Doyle, Moya Cannon, Sebastian Barry, Colm Tóibín, Anna Burns (nascuda a Irlanda), Sinéad Morrissey i John Banville, tots ells que han guanyat importants premis. Els escriptors més joves inclouen Sinéad Gleeson, Paul Murray, Billy O'Callaghan, Kevin Barry, Emma Donoghue, Donal Ryan, Sally Rooney, William Wall i els dramaturgs Marina Carr, Martin McDonagh i Lisa McGee.

## L'Edat Mitjana: 500–1500

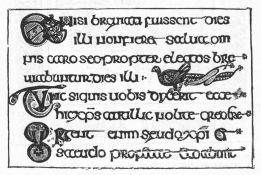
Escriptura irlandesa del segle VIII

L'irlandès té una de les literatures vernacles més antigues de l'Europa occidental (després del grec i el llatí).
Els irlandesos van aconseguir la plena alfabetització amb l'arribada del cristianisme al segle V. Abans d'aquella època s'utilitzava un sistema d'escriptura senzill conegut com a Ogam per a les inscripcions. Aquestes inscripcions són majoritàriament afirmacions simples del tipus x fill de y. La introducció del llatí va conduir a l'adaptació de l'alfabet llatí a la llengua irlandesa i al sorgiment d'una petita classe alfabetitzada, tant clerical com laica.
Les primeres obres literàries produïdes a Irlanda són les de Sant Patrici; la seva Confessio i Epistola, ambdues en llatí. La literatura més antiga en irlandès consistia en poesia lírica i sagues en prosa ambientades en un passat llunyà. La poesia més antiga, composta al segle VI, il·lustra una fe religiosa vívida o descriu el món de la natura, i de vegades s'escrivia als marges dels manuscrits il·luminats. La merla del llac de Belfast, un fragment de vers sil·làbic que probablement data del segle IX, ha inspirat reinterpretacions i traduccions en temps moderns per part de John Montague, John Hewitt, Seamus Heaney, Ciaran Carson i Thomas Kinsella, així com una versió a l'irlandès modern per part de Tomás Ó Floinn.
El Llibre d'Armagh és un manuscrit il·luminat del segle IX escrit principalment en llatí, que conté textos antics relacionats amb Sant Patrici i alguns dels exemplars més antics que es conserven de l'irlandès antic. És un dels primers manuscrits produïts per una església insular que conté una còpia gairebé completa del Nou Testament. El manuscrit va ser obra d'un escriba anomenat Ferdomnach d'Armagh (mort el 845 o 846). Ferdomnach va escriure la primera part del llibre el 807 o 808, per a l'hereu (comarba) de Patrici, Torbach. Era un dels símbols del càrrec d’arquebisbe d'Armagh.
Els Annals d'Ulster (irlandès: Annála Uladh) cobreixen els anys des del 431 dC fins al 1540 dC i es van compilar al territori del que ara és Irlanda del Nord: les entrades fins al 1489 dC van ser compilades a finals del segle xv per l'escriba Ruaidhrí Ó Luinín, sota el seu mecenes Cathal Óg Mac Maghnusa a l'illa de Belle Isle, al llac Erne. El Cicle de l'Ulster, escrit al segle XII, és un conjunt de llegendes i sagues heroiques irlandeses medievals dels herois tradicionals dels Ulaid en el que ara és l'est de l'Ulster i el nord de Leinster, en particular els comtats d'Armagh, Down i Louth. Les històries estan escrites en irlandès antic i mitjà, majoritàriament en prosa, intercalades amb passatges ocasionals en vers. El llenguatge de les primeres històries es pot datar del segle VIII, i els esdeveniments i personatges s'esmenten en poemes que daten del segle VII.
Després del període irlandès antic, hi ha una àmplia gamma de poesia des de l'època medieval i renaixentista. A poc a poc, els irlandesos van crear una tradició clàssica en la seva pròpia llengua. Els versos van seguir sent el principal vehicle d'expressió literària, i al segle XII les qüestions de forma i estil ja havien estat essencialment resoltes, amb pocs canvis fins al segle xvii.
Els escriptors irlandesos medievals també van crear una extensa literatura en llatí: aquesta literatura hiberno-llatina era notable pel seu vocabulari erudit, incloent-hi un ús més gran de manlleus del grec i l'hebreu que el que era comú en el llatí medieval a la resta d'Europa.
La llengua literària irlandesa (coneguda en anglès com a irlandès clàssic) era un mitjà sofisticat amb formes de versos elaborades i s'ensenyava a les escoles bàrdiques (és a dir, acadèmies d'aprenentatge superior) tant a Irlanda com a Escòcia. Aquests van produir historiadors, advocats i una classe literària professional que depenia de l'aristocràcia per al mecenatge. Gran part dels escrits produïts en aquest període eren de caràcter convencional, en lloança dels mecenes i les seves famílies, però el millor era d'una qualitat excepcionalment alta i incloïa poesia de naturalesa personal. Gofraidh Fionn Ó Dálaigh (segle XIV), Tadhg Óg Ó hUiginn (segle xv) i Eochaidh Ó hEoghusa (segle xvi) van ser dels més distingits d'aquests poetes. Cada família noble posseïa un conjunt de manuscrits que contenien material genealògic i d'altra mena, i l'obra dels millors poetes s'utilitzava amb finalitats docents a les escoles bàrdiques. En aquesta societat jeràrquica, els poetes completament formats pertanyien a l'estrat més alt; eren funcionaris de la cort, però es creia que encara posseïen poders màgics antics.
Les dones estaven en gran part excloses de la literatura oficial, tot i que les aristòcrates podien ser mecenes per dret propi. Un exemple és la noble Mairgréag Ní Cearbhaill del segle xv, elogiada pels doctes per la seva hospitalitat. En aquest nivell, un cert nombre de dones sabien llegir i escriure, i algunes van contribuir a un corpus no oficial de poesia d'amor cortès conegut com a dánta grádha.
La prosa va continuar cultivant-se a l'època medieval en forma de contes. La invasió normanda del segle XII va introduir un nou conjunt d'històries que van influir en la tradició irlandesa i, amb el temps, es van fer traduccions de l'anglès.
Els poetes irlandesos també van compondre els Dindsenchas ('coneixements dels llocs'), una classe de textos onomàstics que expliquen els orígens dels topònims i les tradicions relacionades amb esdeveniments i personatges associats als llocs en qüestió. Com que moltes de les llegendes relacionades fan referència als actes de figures mítiques i llegendàries, els dindsenchas són una font important per a l'estudi de la mitologia irlandesa.

### Cicles de sagues mitològiques i llegendàries irlandeses

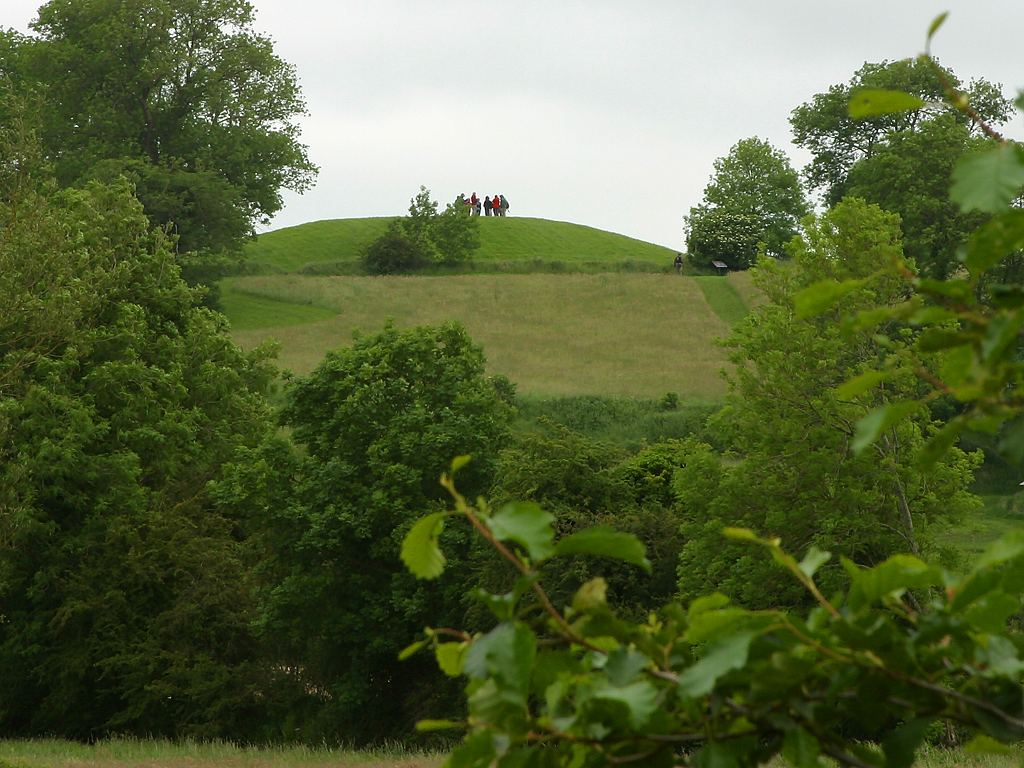
Fort de Navan: identificat com l'antic Emain Macha, escenari de moltes històries del cicle de l'Ulster

La literatura irlandesa antiga se sol organitzar en quatre cicles èpics. Es considera que aquests cicles contenen una sèrie de personatges i llocs recurrents. El primer d'ells és el Cicle Mitològic, que tracta del panteó pagà irlandès, els Tuatha Dé Danann. Els personatges recurrents d'aquestes històries són Lug, Dagda i Óengus, mentre que molts dels contes estan ambientats al voltant de Brú na Bóinne. El relat principal del cicle mitològic és Cath Maige Tuired (La batalla de Moytura), que mostra com els Tuatha Dé Danann van derrotar els fomorians. Les històries sintètiques posteriors d'Irlanda van situar aquesta batalla al mateix temps que la Guerra de Troia.
En segon lloc, hi ha el Cicle de l'Ulster, esmentat anteriorment, també conegut com el Cicle de la Branca Vermella o el Cicle Heroic. Aquest cicle conté històries dels conflictes entre l'Ulster i Connacht durant els regnats llegendaris del rei Conchobar mac Nessa a l'Ulster i de Medb i Ailill a Connacht. La saga principal del cicle de l'Ulster és Táin Bó Cúailnge, l'anomenada Ilíada del Gael. Altres personatges recurrents inclouen Cú Chulainn, una figura comparable a l'heroi grec Aquil·les, conegut pel seu terrorífic frenesí de batalla, o ríastrad, Fergus i Conall Cernach. Eamhain Mhacha i Cruachan són les principals localitzacions. El cicle està ambientat al voltant del final del segle I aC i el principi del segle I dC, amb la mort de Conchobar fixada el mateix dia que la Crucifixió.
El tercer és un conjunt de contes romàntics teixits al voltant de Fionn mac Cumhaill, el seu fill Oisin i el seu nét Oscar, durant els regnats del Gran rei d'Irlanda Cormac mac Airt, als segles II i III dC. Aquest cicle de contes romàntics s'anomena generalment cicle fenià perquè tracta principalment de Fionn Mac Cumhaill i la seva fianna (milícia). El Turó d'Allen s'associa sovint amb el cicle fenià. Els principals contes del cicle fenià són Acallam na Senórach (sovint traduït com a Col·loqui amb els Ancians o Contes dels Ancians d'Irlanda) i Tóraigheacht Dhiarmada agus Ghráinne (La Persecució de Diarmuid i Gráinne). Si bé hi ha contes primerencs sobre Fionn, la major part del cicle fenià sembla haver estat escrit més tard que els altres cicles.
El quart és el Cicle Històric, o Cicle dels Reis. El Cicle Històric abasta des del gairebé completament mitològic Labraid Loingsech, que suposadament es va convertir en el Gran Rei d'Irlanda al voltant del 431 aC, fins al completament històric Brian Boru, que va regnar com a Gran Rei d'Irlanda al segle XI dC. El Cicle Històric inclou el conte de finals de l'Edat Mitjana Buile Shuibhne (El Frenesí de Sweeney), que ha influït en les obres de T. S. Eliot i Brian O'Nolan, i Cogad Gáedel re Gallaib ('La Guerra dels Irlandesos amb els Estrangers'), que narra les guerres de Brian Boru contra els vikings. A diferència dels altres cicles, no hi ha un conjunt consistent de personatges o llocs en aquest cicle, ja que els escenaris de les històries abasten més de mil anys; tot i que moltes històries presenten Conn Cétchathach o Niall Noígíallach i el Pujol de Tara és un lloc comú.
Inusualment entre els cicles èpics europeus, les sagues irlandeses van ser escrites en prosimetrum, és a dir, en prosa, amb interpolacions de versos que expressen una emoció intensificada. Tot i que se solen trobar en manuscrits de períodes posteriors, moltes d'aquestes obres contenen un llenguatge anterior als registres supervivents, i part de la poesia és significativament més antiga que els contes complets dels quals formen part. Per tant, no és estrany trobar poesia del període irlandès antic en un conte escrit en irlandès mitjà.
Tot i que aquests quatre cicles són comuns als lectors actuals, són una invenció dels estudiosos moderns. Hi ha diversos contes que no encaixen perfectament en una categoria, o no en cap categoria. Els primers escriptors irlandesos pensaven en els contes en termes de gèneres com ara Aided (contes de mort), Aislinge (visions), Cath (contes de batalla), Echtra (aventures), Immram (viatges), Táin Bó (atacs de bestiar), Tochmarc (senyors) i Togail (destrucció). A més de la mitologia irlandesa, també hi va haver adaptacions a l'irlandès mitjà de contes mitològics clàssics com Togail Troí (La destrucció de Troia, adaptació de Daretis Phrygii de excidio Trojae historia, suposadament per Dares Frigi), Togail na Tebe (La destrucció de Troia i Tebaida de Statius Imtheachta Æniasa (de l'Eneida de Virgili).

## L'època moderna primerenca: 1500–1800
El segle xvii va veure l'enduriment del control anglès sobre Irlanda i la supressió de l'aristocràcia tradicional. Això va significar que la classe literària va perdre els seus mecenes, ja que la nova noblesa eren angloparlants amb poca simpatia per la cultura antiga. Els elaborats metres clàssics van perdre el seu domini i van ser substituïts en gran part per formes més populars. Aquesta va ser una època de tensió social i política, tal com ho van expressar el poeta Dáibhí Ó Bruadair i els autors anònims de Pairliment Chloinne Tomáis, una sàtira en prosa sobre les aspiracions de les classes baixes. Una altra mena de prosa va estar representada per les obres històriques de Geoffrey Keating (Seathrún Céitinn) i la compilació coneguda com els Annals dels Quatre Mestres.
Les conseqüències d'aquests canvis es van veure al segle xviii. La poesia encara era el mitjà literari dominant i els seus practicants sovint eren erudits pobres, educats en els clàssics a les escoles locals i mestres d'escola d'ofici. Aquests escriptors produïen obres refinades en mètriques populars per a un públic local. Aquest va ser particularment el cas a Munster, al sud-oest d'Irlanda, i noms destacats van ser Eoghan Rua Ó Súilleabháin i Aogán Ó Rathaille de Sliabh Luachra. Encara es podia trobar un cert nombre de mecenes locals, fins i tot a principis del segle xix, i especialment entre les poques famílies supervivents de l'aristocràcia gaèlica.
L'irlandès encara era una llengua urbana, i va continuar sent-ho fins ben entrat el segle xix. A la primera meitat del segle xviii, Dublín va ser la llar d'un cercle literari en llengua irlandesa relacionat amb la família Ó Neachtain (Naughton), un grup amb àmplies connexions continentals.
Hi ha poques proves d'alfabetització femenina durant aquest període, però les dones van tenir una gran importància en la tradició oral. Van ser les principals compositores de laments tradicionals. El més famós d'aquests és Caoineadh Airt Uí Laoghaire, compost a finals del segle xviii per Eibhlín Dubh Ní Chonaill, un dels darrers membres de la noblesa gaèlica de West Kerry. Composicions d'aquest tipus no es van passar per escrit fins que es van recollir al segle xix.
Molt després de la introducció de la impremta a Irlanda, les obres en irlandès van continuar difonent-se en forma de manuscrit. El primer llibre imprès a Irlanda va ser el Llibre de l'Oració Comuna.
L'accés a la impremta es va veure obstaculitzat durant els segles XVI i XVII per la precaució oficial, tot i que al segle xvii es va publicar una versió irlandesa de la Bíblia (coneguda com la Bíblia de Bedell, en honor al clergue anglicà que la va encarregar). A principis del segle xix, diverses obres populars en irlandès, tant devocionals com seculars, estaven disponibles impreses, però el manuscrit va seguir sent el mitjà de transmissió més assequible gairebé fins a finals de segle.
Els manuscrits eren recollits per individus alfabetitzats (mestres d'escola, agricultors i altres) i es copiaven i recopiaven. Podien incloure material de diversos segles d'antiguitat. L'accés a ells no estava limitat als alfabetitzats, ja que el contingut es llegia en veu alta a les reunions locals. Això encara era així a finals del segle xix als districtes de parla irlandesa.
Els manuscrits sovint es portaven a l'estranger, sobretot a Amèrica. Al segle xix, molts d'ells van ser col·leccionats per particulars o institucions culturals.

### La tradició anglesa irlandesa: Alseglexviii
Jonathan Swift (1667–1745), un satíric poderós i versàtil, va ser el primer escriptor destacat d'Irlanda en anglès. Swift va ocupar càrrecs d'autoritat tant a Anglaterra com a Irlanda en diferents moments. Moltes de les obres de Swift reflectien el suport a Irlanda durant els temps de turbulència política amb Anglaterra, incloent-hi Proposal for Universal Use of Irish Manufacture (1720), Drapier's Letters (1724) i A Modest Proposal (1729), i li van valer l'estatus de patriota irlandès.
Oliver Goldsmith (1730–1774), nascut al comtat de Longford, es va traslladar a Londres, on va formar part de l'establishment literari, tot i que la seva poesia reflecteix la seva joventut a Irlanda. És conegut sobretot per la seva novel·la The Vicar of Wakefield (1766), el seu poema pastoral The Deserted Village (1770) i les seves obres de teatre The Good-Natur'd Man (1768) i She Stoops to Conquer (1771, estrenada el 1773). Edmund Burke (1729–1797) va néixer a Dublín i va arribar a servir a la Cambra dels Comuns de Gran Bretanya en nom del Partit Whig, i es va establir una reputació en la seva oratòria i obres publicades per la seva gran claredat filosòfica, així com un estil literari lúcid.

### Literatura en escocès de l'Ulster: Alseglexviii
Un gran nombre de persones de les Terres baixes d'Escòcia de parla escocesa, uns 200.000, van arribar durant el segle xvii després de la Colonització de 1610, i el punt àlgid va assolir-se durant la dècada de 1690. A les zones centrals d'assentament escocès, els escocesos superaven en nombre els colons anglesos en una proporció de cinc o sis a un.
A les zones de parla escocesa de l'Ulster, l'obra de poetes escocesos, com ara Allan Ramsay (1686–1758) i Robert Burns (1759–96), va ser molt popular, sovint en edicions impreses localment. Això es va complementar amb un renaixement de la poesia i un gènere naixent de la prosa a l'Ulster, que va començar al voltant de 1720. Una tradició de poesia i prosa a l'Ulster Scots va començar al voltant de 1720. La més destacada va ser la poesia del teixidor de rimes, la publicació de la qual va començar després de 1750, tot i que es va publicar un diari a Strabane el 1735.
Aquests poetes teixidors buscaven models culturals i literaris a Escòcia, però no eren simples imitadors. Eren hereus de la mateixa tradició literària i seguien les mateixes pràctiques poètiques i ortogràfiques; no sempre és possible distingir immediatament entre l'escriptura tradicional escocesa d'Escòcia i l'Ulster. Entre els teixidors que rimaven hi havia James Campbell (1758–1818), James Orr (1770–1816) i Thomas Beggs (1749–1847).

## L'època moderna: a partir del 1800
Al segle xix, l'anglès estava ben encaminat a fer-se la llengua vernacla dominant. Fins a la Gran Fam de la dècada de 1840, però, i fins i tot més tard, l'irlandès encara s'utilitzava en grans zones del sud-oest, l'oest i el nord-oest.
Un famós poema llarg de principis de segle és Cúirt an Mheán Oíche ('La cort de mitjanit'), una sàtira vigorosa i enginyosa de Brian Merriman del comtat de Clare. La còpia de manuscrits va continuar sense parar. Una d'aquestes col·leccions estava en possessió d’Amhlaoibh Ó Súilleabháin, un mestre i draper de lli del comtat de Kilkenny que va portar un diari únic en irlandès vernacle del 1827 al 1835 que cobria esdeveniments locals i internacionals, amb una gran quantitat d'informació sobre la vida quotidiana.
La Gran Fam de la dècada de 1840 va accelerar la retirada de la llengua irlandesa. Molts dels seus parlants van morir de fam o febre, i molts més van emigrar. Les escoles de protecció de les dècades anteriors que havien ajudat a mantenir la cultura nativa van ser ara substituïdes per un sistema d'Escoles Nacionals on l'anglès tenia primacia. L'alfabetització en irlandès estava restringida a molt pocs.
Una vigorosa classe mitjana angloparlant era ara la força cultural dominant. Diversos dels seus membres estaven influenciats pel nacionalisme polític o cultural, i alguns es van interessar per la literatura en llengua irlandesa. Un d'ells va ser un jove erudit protestant anomenat Samuel Ferguson que va estudiar la llengua en privat i va descobrir la seva poesia, que va començar a traduir. El va precedir James Hardiman, que el 1831 havia publicat el primer intent exhaustiu de recopilar poesia popular en irlandès. Aquests i altres intents van proporcionar un pont entre les literatures de les dues llengües.

### La tradició angloirlandesa
Altres novel·listes irlandesos que van sorgir durant el segle xix inclouen John Banim, Gerald Griffin, Charles Kickham i William Carleton. Les seves obres tendien a reflectir els punts de vista de la classe mitjana o noblesa i van escriure el que es va anomenar novel·les de la casa gran. Carleton va ser una excepció, i els seus Trets i històries de la pagesia irlandesa van mostrar la vida a l'altra banda de la divisió social. Bram Stoker, l'autor de Dràcula, estava fora d'ambdues tradicions, igual que les primeres obres de Lord Dunsany. Un dels principals escriptors d'històries de fantasmes del segle xix va ser Sheridan Le Fanu, les obres del qual inclouen Uncle Silas i Carmilla.
Les novel·les i els contes, majoritàriament humorístics, d’Edith Somerville i Violet Florence Martin (que van escriure juntes com a Martin Ross), es troben entre els productes més reeixits de la literatura angloirlandesa, tot i que escrits exclusivament des del punt de vista de la casa gran. El 1894 van publicar The Real Charlotte.
George Moore va passar gran part de la seva primera carrera a París i va ser un dels primers escriptors a utilitzar les tècniques dels novel·listes realistes francesos en anglès.
Oscar Wilde (1854–1900), nascut i educat a Irlanda, va passar la segona meitat de la seva vida a Anglaterra. Les seves obres es distingeixen pel seu enginy, i també era poeta.
El creixement del nacionalisme cultural irlandès cap al final del segle xix, que va culminar amb el Renaixement Gaèlic, va tenir una marcada influència en l'escriptura irlandesa en anglès i va contribuir al Renaixement Literari Irlandès. Això es pot veure clarament a les obres de J. M. Synge (1871–1909), que va passar un temps a les Illes Aran, de parla irlandesa, i a la poesia primerenca de William Butler Yeats (1865–1939), on la mitologia irlandesa s'utilitza d'una manera personal i idiosincràtica.

### Literatura en irlandès
Hi va haver un ressorgiment de l'interès per la llengua irlandesa a finals del segle xix amb el Renaixement Gaèlic. Això va tenir molt a veure amb la fundació el 1893 de la Lliga Gaèlica (Conradh na Gaeilge). La Lliga insistia que la identitat d'Irlanda estava íntimament lligada a la llengua irlandesa, que s'havia de modernitzar i utilitzar com a vehicle de la cultura contemporània. Això va conduir a la publicació de milers de llibres i pamflets en irlandès, proporcionant la base d'una nova literatura en les dècades següents.
Patrick Pearse (1879–1916), professor, advocat i revolucionari, va ser un pioner de la literatura modernista en irlandès. El va seguir, entre d'altres, Pádraic Ó Conaire (1881–1928), un individualista amb un fort toc europeu. Un dels millors escriptors que van sorgir en irlandès en aquell moment va ser Seosamh Mac Grianna (1900–1990), escriptor d'una poderosa autobiografia i novel·les reeixides, tot i que el seu període creatiu es va veure interromput per una malaltia. El seu germà Séamus Ó Grianna (1889–1969) va ser més prolífic.
Aquest període també va veure autobiografies notables de les remotes zones de parla irlandesa del sud-oest: les de Tomás Ó Criomhthain (1858–1937), Peig Sayers (1873–1958) i Muiris Ó Súilleabháin (1904–1950).
Máirtín Ó Cadhain (1906–1970), un activista per la llengua, és reconegut generalment com el doyen (i el més difícil) dels escriptors moderns en irlandès, i s'ha comparat amb James Joyce. Va produir contes, dues novel·les i una mica de periodisme. Máirtín O'Díreáin (1910–1988), Máire Mhac an tSaoi (1922-2021) i Seán Ó Ríordáin (1916–1977) van ser tres dels millors poetes d'aquesta generació. Eoghan Ó Tuairisc (1919–1982), que va escriure tant en irlandès com en anglès, es va destacar per la seva disposició a experimentar tant en prosa com en vers. Brian O'Nolan (1911–66), d’Irlanda del Nord, va publicar una novel·la en irlandès An Béal Bocht amb el nom de Myles na gCopaleen.
Caitlín Maude (1941–1982) i Nuala Ní Dhomhnaill (n. 1952) poden ser considerades representants d'una nova generació de poetes, conscients de la tradició però amb una perspectiva modernista. El més conegut d'aquesta generació va ser possiblement Michael Hartnett (1941–1999), que va escriure tant en irlandès com en anglès, abandonant completament aquest últim durant un temps.
L'escriptura en irlandès ara abasta una àmplia gamma de temes i gèneres, amb més atenció dirigida als lectors més joves. Les zones tradicionals de parla irlandesa (Gaeltacht) ara són menys importants com a font d'autors i temes. Els parlants d'irlandès urbans estan en ascens, i és probable que això determini la naturalesa de la literatura.

### Literatura en escocès de l'Ulster
A les zones de parla escocesa de l'Ulster, tradicionalment hi havia una demanda considerable de l'obra de poetes escocesos, com ara Allan Ramsay i Robert Burns, sovint en edicions impreses localment. Això es complementava amb obres escrites localment, la més destacada de les quals era la poesia de teixidors rimats, de la qual es van publicar entre 60 i 70 volums entre 1750 i 1850, amb el punt àlgid entre les dècades de 1810 i 1840. Aquests poetes teixidors buscaven models culturals i literaris en Escòcia i no eren simples imitadors, sinó clarament hereus de la mateixa tradició literària seguint les mateixes pràctiques poètiques i ortogràfiques. No sempre és possible distingir immediatament l'escriptura tradicional escocesa de l'Escòcia i l'Ulster.
Entre els teixidors de rimes hi havia James Campbell (1758–1818), James Orr (1770–1816), Thomas Beggs (1749–1847), David Herbison (1800–1880), Hugh Porter (1780–1839) i Andrew McKenzie (1780–1839). L'escocès també va ser utilitzat en la narrativa per novel·listes com WG Lyttle (1844–1896) i Archibald McIlroy (1860–1915). A mitjans del segle xix, l’escola de prosa de Kailyard s'havia convertit en el gènere literari dominant, superant la poesia. Aquesta era una tradició compartida amb Escòcia que va continuar fins a principis del segle XX.
Una tradició una mica disminuïda de poesia vernacla va sobreviure fins al segle XX en l'obra de poetes com Adam Lynn, autor de la col·lecció de 1911 Random Rhymes frae Cullybackey, John Stevenson (mort el 1932), que escrivia com a Pat M'Carty i John Clifford (1900–1983) d'East Antrim. Un escriptor i poeta prolífic, WF Marshall (8 de maig de 1888 - gener de 1959) era conegut com El bard de Tyrone. Marshall va compondre poemes com Hi Uncle Sam, Me an' me Da (subtitulat Livin' in Drumlister), Sarah Ann i Our Son. Va ser una autoritat destacada en anglès del mig Ulster (el dialecte predominant de l'Ulster).
Els efectes polaritzants de la política sobre l'ús de les tradicions lingüístiques anglesa i irlandesa van limitar l'interès acadèmic i públic fins als estudis de John Hewitt a partir de la dècada del 1950. Un impuls addicional va venir donat per una exploració més generalitzada de les identitats culturals no irlandeses i no angleses en les últimes dècades del segle XX.
A finals del segle XX, la tradició poètica escocesa de l'Ulster va ser reviscuda, tot i que sovint substituïa la pràctica ortogràfica tradicional de l'escoç modern per una sèrie d’idiolectes contradictoris. La poesia de James Fenton, de vegades animada, satisfeta i nostàlgica, està escrita en escocès de l'Ulster contemporani, principalment utilitzant una forma de vers blanc, però també ocasionalment l'estrofa Habbie. Empra una ortografia que presenta al lector la difícil combinació de dialecte visual, escocès dens i una varietat de formes de versos més gran que la que s'havia contractat fins ara. Michael Longley és un altre poeta que ha fet ús de l'escoçès de l'Ulster en la seva obra.
L'escriptura de Philip Robinson (1946–) ha estat descrita com a vora del kailyard postmodern . Ha produït una trilogia de novel·les Wake the Tribe o Dan (1998), The Back Streets o the Claw (2000) i The Man frae the Ministry (2005), així com llibres de contes per a nens Esther, Quaen o tha Ulidian Pechts i Fergus an tha Stane o Destinie, i dos volums de poesia Alang the Shore (2005) i Oul Licht, New Licht (2009).
Un equip de Belfast ha començat a traduir parts de la Bíblia a l'escocès de l'Ulster. L'Evangeli de Lluc es va publicar el 2009.

### Literatura irlandesa en anglès (segle XX)

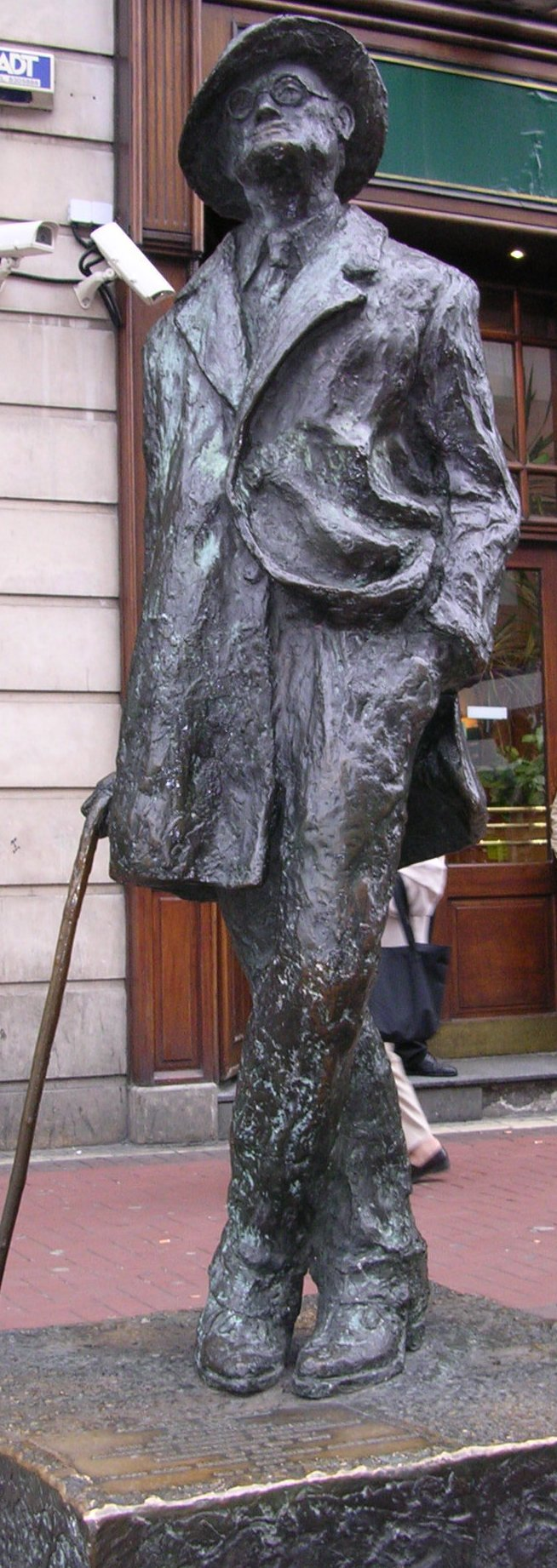
Jaume Joyce

El poeta WB Yeats va rebre inicialment la influència dels prerafaelites i va fer ús de les tradicions populars camperoles irlandeses i l'antic mite celta en la seva primera poesia. Posteriorment, es va sentir atret per la poesia intel·lectualment més vigorosa de John Donne, juntament amb Ezra Pound i T.S. Eliot, i es va convertir en un dels poetes modernistes més grans del segle XX. Tot i que Yeats era un protestant angloirlandès, va quedar profundament afectat per la Revolta de Pasqua de 1916 i va donar suport a la independència d'Irlanda. Va rebre el Premi Nobel de Literatura el 1923 i va ser membre del Senat irlandès del 1922 al 1928.
Un grup de poetes irlandesos de principis del segle XX que val la pena destacar són els associats amb la Revolta de Pasqua de 1916. Tres dels líders republicans, Patrick Pearse (1879–1916), Joseph Mary Plunkett (1879–1916) i Thomas MacDonagh (1878–1916), van ser poetes destacats. Va ser el estil celta inicial de Yeats el que va ser més influent. Entre els seguidors més destacats dels primers Yeats hi havia Padraic Colum (1881–1972), FR Higgins (1896–1941), i Austin Clarke (1896–1974).
El modernisme poètic irlandès no va prendre el lideratge de Yeats, sinó de Joyce. La dècada del 1930 va veure l'aparició d'una generació d'escriptors que es van dedicar a l'escriptura experimental com una cosa natural. El més conegut d'ells és Samuel Beckett (1906-1989), que va guanyar el Premi Nobel de Literatura el 1969. La poesia de Beckett, tot i que no és insignificant, no és pel que és més conegut. Els poetes irlandesos modernistes més significatius de la segona generació que van publicar per primera vegada a les dècades del 1920 i del 1930 inclouen Brian Coffey (1905-1995), Denis Devlin (1908-1959), Thomas MacGreevy (1893-1967), Blanaid Salkeld (1880-1959) i Mary Devenport O'Neill (1879-1967).
Mentre Yeats i els seus seguidors escrivien sobre una Irlanda gaèlica essencialment aristocràtica, la realitat era que la Irlanda real dels anys 30 i 40 era una societat de petits agricultors i botiguers. Inevitablement, d'aquest entorn va sorgir una generació de poetes que es van rebel·lar contra l'exemple de Yeats, però que no eren modernistes per inclinació. Patrick Kavanagh (1904–1967), que provenia d'una petita granja, va escriure sobre l'estretor i les frustracions de la vida rural. A partir de finals dels anys 50 va sorgir una nova generació de poetes, que incloïa Anthony Cronin, Pearse Hutchinson, John Jordan i Thomas Kinsella, la majoria dels quals estaven establerts a Dublín als anys 60 i 70. A Dublín es van fundar diverses revistes literàries noves als anys 60: Poetry Ireland, Arena, The Lace Curtain i, als anys 70, Cyphers.
Tot i que les novel·les de Forrest Reid (1875–1947) no són necessàriament ben conegudes avui dia, ha estat qualificat com "el primer novel·lista de l'Ulster de talla europea", i s'han fet comparacions entre la seva pròpia novel·la sobre el pas a l'edat adulta sobre el Belfast protestant, Following Darkness (1912), i la novel·la seminal de James Joyce sobre el seu creixement al Dublín catòlic, A Portrait of the Artist as a Young Man (1924). La ficció de Reid, que sovint utilitza narratives submergides per explorar la bellesa i l'amor masculins, es pot situar dins del context històric de l'aparició d'una expressió més explícita de l'homosexualitat a la literatura anglesa del segle XX.
James Joyce (1882–1941) és un dels novel·listes més importants de la primera meitat del segle XX, i un pioner important en l'ús de la tècnica del corrent de consciència a la seva famosa novel·la Ulisses (1922). Ulisses ha estat descrit com una demostració i suma de tot el moviment modernista. Joyce també va escriure Finnegans Wake (1939), Dubliners (1914) i la semiautobiogràfica A Portrait of the Artist as a Young Man (1914–15). Ulisses, sovint considerada la novel·la més gran del segle XX, és la història d'un dia a la vida d'una ciutat, Dublín. Explicada en una enlluernadora gamma d'estils, va ser un llibre de referència en el desenvolupament del modernisme literari. Si Ulisses és la història d'un dia, Finnegans Wake és una epopeia nocturna, que participa de la lògica dels somnis i està escrita en una llengua inventada que parodia l'anglès, l'irlandès i el llatí.
L'estil modernista de Joyce va influir en les generacions següents de novel·listes irlandesos, entre els quals destaca Samuel Beckett (1906–1989), Brian O'Nolan (1911–66) (que va publicar com a Flann O'Brien i com a Myles na gCopaleen) i Aidan Higgins (1927–2015). O'Nolan era bilingüe i la seva ficció mostra clarament la marca de la tradició autòctona, sobretot en la qualitat imaginativa de la seva narració i la mordacitat de la seva sàtira en obres com ara An Béal Bocht. Samuel Beckett, que va guanyar el Premi Nobel de Literatura el 1969, és una de les grans figures de la literatura mundial del segle XX. Potser més conegut per les seves obres de teatre, també va escriure obres de ficció, com ara Watt (1953) i la seva trilogia Molloy (1951), Malone Dies (1956) i The Unnamable (1960), totes tres escrites i publicades per primera vegada en francès.
La novel·la sobre la gran casa va prosperar fins al segle XX, i la primera novel·la d’Aidan Higgins (1927–2015) , Langrishe, Go Down (1966), és un exemple experimental del gènere. Entre els exponents més convencionals hi ha Elizabeth Bowen (1899–73) i Molly Keane (1904–96) (escrivint com a MJ Farrell).
Amb l'auge de l’Estat Lliure Irlandès i la República d'Irlanda, van començar a sorgir més novel·listes de les classes socials més baixes. Sovint, aquests autors van escriure sobre les vides estretes i circumscrites de les classes mitjanes-baixes i els petits agricultors. Els exponents d'aquest estil van des de Brinsley MacNamara (1890–1963) fins a John McGahern (1934–2006). Altres novel·listes notables de finals del segle XX i principis del XXI inclouen John Banville, Sebastian Barry, Seamus Deane, Dermot Healy, Jennifer Johnston, Patrick McCabe, Edna O'Brien, Colm Tóibín i William Trevor.
El relat breu irlandès ha demostrat ser un gènere popular, amb professionals coneguts com Frank O'Connor, Seán Ó Faoláin i William Trevor.
Un total de quatre escriptors irlandesos han guanyat el Premi Nobel de Literatura: WB Yeats, George Bernard Shaw, Samuel Beckett i Seamus Heaney.